# James Ronald Webster Park
Der Ronald Webster Park, auch James Ronald Webster Park oder Webster Park, ist ein Sportstadion in The Valley, Anguilla. Es wird derzeit überwiegend für Fußballspiele genutzt. Das Cricket-Team der Leeward Islands trägt jährlich eines seiner Heimspiele in der Regional Four Day Competition hier aus. Das Stadion bietet 4.000 Zuschauern Platz.